# Pilosella sosnovskyi
Pilosella sosnovskyi là một loài thực vật có hoa trong họ Cúc. Loài này được (Zahn) Sennikov miêu tả khoa học đầu tiên năm 1996.